# Episodi di The Boys presenta: Diabolico!
La prima stagione della serie animata The Boys presenta: Diabolico!, composta da 8 episodi, è stata pubblicata sulla piattaforma di streaming Prime Video il 4 marzo 2022.
| nº | Titolo originale                                            | Titolo italiano                                                          | Pubblicazione |
| -- | ----------------------------------------------------------- | ------------------------------------------------------------------------ | ------------- |
| 1  | Laser Baby's Day Out                                        | Laser Baby va in città                                                   | 4 marzo 2022  |
| 2  | An Animated Short Where Pissed-Off Supes Kill Their Parents | Un corto d'animazione dove piccoli Super scazzati fanno fuori i genitori | 4 marzo 2022  |
| 3  | I'm Your Pusher                                             | Io sono il tuo pusher                                                    | 4 marzo 2022  |
| 4  | Boyd in 3D                                                  | Boyd del 3D                                                              | 4 marzo 2022  |
| 5  | BFFs                                                        | Le migliori amiche                                                       | 4 marzo 2022  |
| 6  | Nubian vs Nubian                                            | Nubian contro Nubian                                                     | 4 marzo 2022  |
| 7  | John and Sun-Hee                                            | John e Sun-Hee                                                           | 4 marzo 2022  |
| 8  | One Plus One Equals Two                                     | Uno più uno uguale due                                                   | 4 marzo 2022  |

## Laser Baby va in città
- Titolo originale: Laser Baby's Day Out
- Diretto da: Crystal Chesney-Thompson e Derek Thompson
- Scritto da: Seth Rogen e Evan Goldberg

### Trama
Simon, un goffo assistente di laboratorio del Vought-doption Center della Vought International (un ufficio che si occupa dell'adozione di giovanissimi super i cui poteri risultano stabili), scopre che la bambina di cui si occupa, incapace di controllare la propria vista laser, è in lista per essere terminata. Sentendosi particolarmente legato a lei decide di farla evadere, ma dopo averla persa di vista per un momento si ritrova a inseguirla per tutta la città, mentre innumerevoli soldati della Vought incaricati di eliminare la bimba vengono inavvertitamente uccisi dai suoi poteri. Quando Simon riesce a raggiungerla, tuttavia, i due vengono minacciati dal super Superbrain, ma questi viene messo fuori gioco quando, per proteggere il giovane, la bambina riesce a indirizzare i propri laser contro il nemico. Salva dalla minaccia del super, e dopo aver chiamato Simon "papà", la bambina aiuta il suo ex-supervisore a massacrare il resto dell'esercito della Vought, camminando felici verso il tramonto.
- Stile di animazione: cortometraggi animati classici americani
- Cast: Ben Schwartz (Simon), Fred Tatasciore (Superbrain), Jenny Yokobori (in italiano da Sofia Fronzi) (Laser Baby)

## Un corto d'animazione dove piccoli Super scazzati fanno fuori i genitori
- Titolo originale: An Animated Short Where Pissed-Off Supes Kill Their Parents
- Diretto da: Parker Simmons
- Scritto da: Justin Roiland e Ben Bayouth

### Trama
Un gruppo di super adolescenti con poteri anormali vive in una struttura isolata, abbandonati dai genitori e considerati da essi una delusione. Dopo aver appreso la verità sull'origine dei loro poteri in seguito agli eventi di Sulla collina con le spade di mille uomini, i ragazzi preparano la propria vendetta sui loro genitori, uccidendone gran parte sfruttando alla meglio i propri assurdi poteri. All'ultimo, tuttavia, la Vought viene allertata degli omicidi e viene chiamato Patriota, che uccide il gruppo con la sua vista calorifica: l'unica sopravvissuta è Ghost, una ragazza intangibile  e incapace di essere uccisa, che fugge giurando di vendicarsi di sua madre che desiderava non fosse mai nata. Il Narratore, un altro super rimasto indietro che narra gli eventi dell'intero episodio, conclude la vicenda affermando di essere riuscito ad uccidere suo padre, tagliargli la faccia e indossarla come una maschera, facendo finta che questi fosse orgoglioso di lui.
- Stile di animazione: estetica di Justin Roiland (Rick and Morty e Solar Opposites)
- Cast: Frances Conroy (Barb), Asjha Cooper (in italiano da Arianna Vignoli) (Ghost), Grey Griffin (mamma di Fang e Lingua umana), Xolo Maridueña (Acqua Agua), Caleb McLaughlin (Slow-Motion), Eugene Mirman (Denis Fletcher), Retta (mamma di Ghost), Justin Roiland (Cartaceo / papà de Il Narratore / papà di Palle piccanti), Ben Schwartz (papà di Kingdom), Parker Simmons (in italiano da Guidi Niccolò) (Kingdom / Big / papà di Acqua Agua), Christian Slater (in italiano da Stefano Brusa) (Il Narratore), Kevin Smith (Mammellone), Kenan Thompson (papà di Slow-Motion), Angela Marie Volpe (mamma di Boombox), Gary Anthony Williams (papà di Ghost), doppiatrice italiana Fabiola Bittarello (Fang)

## Io sono il tuo pusher
- Titolo originale: I'm Your Pusher
- Diretto da: Giancarlo Volpe
- Scritto da: Garth Ennis

### Trama
In questo cortometraggio canonico alla serie a fumetti Butcher ricatta uno spacciatore di nome OD, che fa affari con i Super della Vought fornendo loro droga, costringendolo ad avvelenare la merce destinata al nuovo membro dei Sette Great Wide Wonder con un composto destabilizzante prodotto da Frenchie. Durante la cerimonia di iniziazione ufficiale il super risulta infatti visibilmente instabile e, volando a velocità supersonica, finisce per uccidere se stesso e Ironcast (un altro super nel mirino di Butcher) sotto gli occhi inorriditi di OD e di Hughie. I Sette, incerti sul da farsi, decidono di insabbiare la vicenda facendo credere che il supercattivo Galaxius sia tornato.
- Stile di animazione: fumetto originale di The Boys
- Cast: Jason Isaacs (in italiano da Francesco Bulckaen) (Billy Butcher), Simon Pegg (in italiano da Flavio Aquilone) (Hughie Campbell), Kieran Culkin (in italiano da Manuel Meli) (OD), Michael Cera (Great Wide Wonder), Antony Starr (in italiano da Gianfranco Miranda) (Patriota), Dominique McElligott (in italiano da Virginia Brunetti) (Queen Maeve), Kevin Michael Richardson (Jack da Giove (in italiano da Paolo Vivio) ed Ironcast)

## Boyd del 3D
- Titolo originale: Boyd in 3D
- Diretto da: Naz Ghodrati-Azadi
- Scritto da: Eliot Glazer e Ilana Glazer (soggetto);  Eliot Glazer (sceneggiatura)

### Trama
Boyd, un ragazzo deluso dal suo aspetto fisico, decide di fare da cavia per una crema sperimentale della Vought in grado di modificare il proprio corpo per diventare la versione ideale di sé stesso, un uomo muscoloso e attraente, e sedurre la sua vicina di casa Cherry. La ragazza si innamora rapidamente di lui e i due cominciano a uscire insieme, postando i loro progressi su Twitter; i follower aumentano a vista d'occhio quando anche lei comincia a usare la crema, trasformandosi in un'attraente catgirl e facendo diventare lei e Boyd la coppia più famosa della Vought. La fama però finisce per fare allontanare i due e far commettere loro aggressioni e reciproci tradimenti, finché ormai perso il consenso popolare la Vought taglia la loro riserva di crema. Tornati ormai normali, i due decidono di mettere da parte le differenze e di tornare insieme, stavolta accettandosi per ciò che sono davvero. In un colpo di scena finale si scopre che l'intero episodio era soltanto un'allucinazione di Boyd causata da un'overdose della prima applicazione della crema, che gli fa esplodere la testa.
- Stile di animazione: cartoni animati francesi in stile Folivari
- Cast: Eliot Glazer (in italiano da Niccolò Guidi) (Boyd Doone), Nasim Pedrad (in italiano da Ughetta d'Onorascenzo) (Cherry Sinclair), Colby Minifie (in italiano da Perla Liberatori) (Ashley Barrett)

## Le migliori amiche
- Titolo originale: BFFs
- Diretto da: Madeleine Flores
- Scritto da: Awkwafina

### Trama
Sky è un'adolescente timida e insicura, sfruttata dalle sue amiche per comprare droga per loro. Una sera, mentre compra marijuana da un piccolo spacciatore, trova per caso una fiala di Composto V nella sua auto e decide di berlo per sviluppare dei superpoteri. Inaspettatamente riesce a sviluppare il potere di dare vita alle feci, che mette in pratica "producendo" una nuova amica chiamata Areola. Lo spacciatore intanto viene catturato e interrogato da Abisso, al quale doveva consegnare il Composto V per farlo reintegrare nei Sette, e dopo avergli dato informazioni su Sky viene fatto a pezzi da uno squalo al servizio del super. Questi trova Sky e porta Areola ai laboratori della Vought per farla studiare, ma la ragazza rifiuta le offerte della multinazionale in cambio del suo silenzio e, tornata nella torre, salva l'amica e la scarica nel water, giurando di ritrovarla. Scendendo nelle fogne le due si riuniscono, ma Abisso tenta di fermarle; Sky utilizza quindi i suoi poteri per scagliare un esercito di feci contro l'eroe, che fugge disgustato. Sky ritorna quindi alla sua vita di sempre, riuscendo però a vendicarsi delle sue amiche e passando il tempo con le feci che ha portato in vita.
- Stile di animazione: anime in stile super deformed
- Cast: Awkwafina (Sky (in italiano da Arianna Vignoli) e Areola (in italiano da Ughetta d'Onorascenzo)), Chace Crawford (in italiano da Luca Mannocci) (Abisso), Seth Rogen (spacciatore), Grey Griffin (in italiano da Fabiola Bittarello) (Tiffany), Nicole Byer (Bree)

## Nubian contro Nubian
- Titolo originale: Nubian vs Nubian
- Diretto da: Matthew Bordenave
- Scritto da: Aisha Tyler

### Trama
I super Nubia e Nubian Prince, sposati da diversi anni, stanno passando un brutto periodo nella loro vita matrimoniale, e sono pericolosamente tendenti verso il divorzio. La loro figlia Maya decide quindi di far riavvicinare i due facendoli affrontare Groundhawk, un eroe passato dalla parte del male con enormi martelli al posto delle mani, sapendo che i suoi genitori si erano conosciuti per la prima volta combattendo contro di lui. Il super tuttavia non è disposto a collaborare poiché non è mai stato veramente cattivo, comportandosi come tale solo a causa di un contratto commerciale della Vought firmato assieme ai due Nubian, che lo affrontavano abitualmente; la ragazzina riesce a convincerlo soltanto minacciando di denunciarlo come pedofilo, per cui Groundhawk fa finta di volerla uccidere davanti ai genitori. I due coniugi hanno da subito la meglio su di lui, pestandolo a sangue nonostante le proteste della figlia, e sembrano riavvinicarsi passando una lunga e rumorosa notte d'amore. Nonostante ciò il giorno dopo i due ricominciano subito a litigare, cosa che sprona Maya a porgere loro i moduli per il divorzio.
- Stile di animazione: cartone in stile The Boondocks
- Cast: Aisha Tyler (in italiano da Virginia Brunetti (Nubia), Don Cheadle (in italiano da Paolo Vivio) (Nubian Prince), Somali Rose (in italiano da Sofia Fronzi) (Maya Nubian), John DiMaggio (in italiano da Antonino Saccone) (Groundhawk)

## John e Sun-Hee
- Titolo originale: John and Sun-Hee
- Diretto da: Steve Ahn
- Scritto da: Andy Samberg

### Trama
John, un inserviente alla Vought Tower, ruba una fiala di Composto V per darlo a sua moglie Sun-Hee, malata di tumore al pancreas, nel tentativo di curarla. Il V nel suo corpo, tuttavia, si manifesta come una massa di tentacoli azzurri che uccide e assorbe tutti gli esseri viventi nel raggio di alcuni metri. Dopo aver sterminato le guardie i due fuggono su un'ambulanza, ma improvvisamente Sun-Hee chiede di accostare e i tentacoli, che circondano il suo tumore, escono dal suo corpo e cominciano a divorare tutte le forme di vita animali ad eccezione dei due, crescendo a dismisura. I soldati della Vought tentano inutilmente di fermare la massa fuori controllo, ma vengono rapidamente sterminati mentre John cerca di fuggire assieme alla moglie. Convinto da lei a tornare indietro, John attacca il tumore con un taser, mentre Sun-Hee sviluppa i suoi poteri e, dopo un addio struggente, attacca la creatura, implorando il marito di continuare a vivere anche senza di lei.
- Stile di animazione: animazione giapponese in stile Akira

- Cast: Randall Duk Kim (in italiano da Giovanni Caravaglio) (John), Youn Yuh-jung (in italiano da Giovanna Martinuzzi) (Sun-Hee), Andy Samberg (Gary)

## Uno più uno uguale due
- Titolo originale: One Plus One Equals Two
- Diretto da: Jae Kim e Giancarlo Volpe
- Scritto da: Simon Racioppa

### Trama
Un giovane e ancora benintenzionato Patriota viene presentato per la prima volta al pubblico dalla Vought, riscuotendo un buon successo, ma venendo all'ultimo oscurato da Black Noir, che il giovane super considera il suo mentore. L'invidia nei suoi confronti cresce quando Madelyn Stillwell lo mette in guardia riguardo al silenzioso super, spingendolo a non farsi mettere nell'ombra. L'occasione per Patriota di mettersi sotto ai riflettori si presenta ben presto: la sua prima missione in coppia con Black Noir prevede il salvataggio di alcuni membri dello staff di una centrale chimica, tenuti in ostaggio da un gruppo di attivisti in difesa dell'ambiente. Il super disobbedisce agli ordini della Vought, che gli chiede di aspettare Noir, e penetra nello stabilimento mettendo fuori gioco in modi non letali i propri avversari. Arrivato di fronte agli ostaggi, tuttavia, Patriota distrattamente fa esplodere una mitragliatrice, uccidendo un ostaggio e ferendo uno degli attivisti; disturbato dalle conseguenze delle sue azioni e appellato come un mostro dagli altri, in uno scatto d'ira uccide quasi tutti i presenti nella stanza, ma tenta comunque di rassicurare l'unica sopravvissuta. In quel momento arriva Black Noir e, temendo che quest'ultimo possa definitivamente rovinargli la piazza e rubargli la fama, Patriota lo attacca: ciò causa inavvertitamente l'esplosione dell'intera centrale e l'uccisione di quasi tutti i presenti all'interno di essa. All'ultimo, tuttavia, Noir si guadagna la fiducia del super uccidendo l'unica superstite e consigliandogli di mentire davanti alla telecamera, negando il proprio diretto coinvolgimento nell'incidente e aumentando il consenso da parte del popolo.
- Stile di animazione: cartone animato moderno
- Cast: Antony Starr (in italiano da Gianfranco Miranda) (Patriota), Elizabeth Shue (in italiano da Eleonora De Angelis) (Madelyn Stillwell), Giancarlo Esposito (in italiano da Alessandro Ballico) (Stan Edgar)